# موكة متناسقة
موكة متناسقة (الاسم العلمي: Moca congrualis) هي نوع من الحشرات تتبع جنس الموكة من فصيلة الإيميات.